# تايس هندريكس
تايس هندريكس (بالهولندية: Thijs Hendriks)‏ (5 فبراير 1985 في هولندا - ) هو لاعب كرة قدم هولندي في مركز الهجوم. لعب مع إن إي سي نيميخن وAchilles '29 ‏.

## روابط خارجية
- تايس هندريكس على موقع قاعدة بيانات كرة القدم.إي يو (الإنجليزية)
- تايس هندريكس على موقع Soccerway.com (الإنجليزية)